# Brembilla
Brembilla é uma comuna italiana da região da Lombardia, província de Bérgamo, com cerca de 4.242 habitantes. Estende-se por uma área de 20 km², tendo uma densidade populacional de 212 hab/km². Faz fronteira com Berbenno, Blello, Capizzone, Corna Imagna, Gerosa, San Pellegrino Terme, Sant'Omobono Imagna, Sedrina, Ubiale Clanezzo, Zogno.

## Demografia
| Variação demográfica do município entre 1861 e 2011                               |
|                                                                                   |
| Fonte: Istituto Nazionale di Statistica (ISTAT) - Elaboração gráfica da Wikipedia |